# Alcañices
Alcañices (portugisiska: Alcanizes) är en ort och kommun i provinsen Zamora i den autonoma regionen Kastilien och León i nordvästra Spanien. Orten ligger cirka 54,5 kilometer nordväst om Zamora. Kommunen har 1 061 invånare (2024), på en yta av 54,98 km². Kommunen gränsar till Portugal i söder.
I orten undertecknades fördraget i Alcañices den 12 september 1297, som fastställde gränsen mellan Portugal och Kastilien. Undertecknare var Dionysius I av Portugal och Ferdinand IV av Kastilien.